# Sensin – Du bist es!
Sensin – Du bist es! ist der erste Film von Fatih Akin. In dem 1995 entstandenen Kurzspielfilm nach eigenem Drehbuch übernahm der Regisseur auch selbst die Hauptrolle.

## Inhalt
Der Film schildert die Werbungsversuche des jungen Robert-De-Niro-Fans Kubilay um ein Mädchen in einer Kellerbar, das ein Taxi-Driver-T-Shirt trägt. Sie muss doch ganz einfach seine große Liebe sein.

## Auszeichnungen
- Publikumspreis Internationales Kurzfilm-Festival Hamburg 1996
- 2. Preis Filmfestival Türkei/Deutschland 1996

## Sonstiges
Produziert wurde der Film von der Firma Wüste Filmproduktion GmbH.

## Einzelbelege
1. ↑   Freigabebescheinigung für Sensin – Du bist es! Freiwillige Selbstkontrolle der Filmwirtschaft, Mai 2007 (PDF; Prüfnummer: 110 034 K).